# Льюис, Джуда
Джу́да Лью́ис (англ. Judah Lewis; род. 22 мая 2001) — американский актёр.

## Биография
Джуда Льюис родился в семье Марка и Хары Льюисов. Имеет ирландское происхождение по отцу и еврейское по матери. Отец Джуды, Марк Льюис, пробовал себя в качестве киноактёра и сценариста, но не достиг известности. 
Первой заметной работой Джуды в кино стала роль в фильме «Бухта спасения» в 2014 году.
В мае 2015 года Льюис был среди шести актеров, которые прошли во «второй тур» кастинга на роль человека-паука в новом перезапуске франшизы, но победу во втором туре одержал Том Холланд. 
В 2015 году Льюис сыграл роль второго плана в драматическом фильме «Разрушение».
В том же году он впервые снялся в главной роли в фильме «Няня», повествующем о мальчике, которого оставили одного дома с необычной няней, в результате чего ему приходится самостоятельно спасать свою жизнь. Готовый фильм был приобретен компанией Netflix в декабре 2016 года и выпущен 13 октября 2017 года. 
В 2017 году Льюис сыграл одну из главных ролей в канадском детективном фильме ужасов «Лето 84», а в 2018 году — в семейном фильме Netflix «Рождественские хроники». В 2020 году он сыграл в продолжении комедийного ужастика «Няня. Королева проклятых», выпущенного Netflix и в фильме «Рождественские хроники 2». 
Фильмы серий «Няня» и «Рождественские хроники» привлекли значительную аудиторию, по этому поводу Джуда Льюис неоднократно давал интервью различным СМИ.

## Фильмография
| Год  |    | Русское название          | Оригинальное название              | Роль          |
| ---- | -- | ------------------------- | ---------------------------------- | ------------- |
| 2014 | тф | Бухта спасения            | Deliverance Creek                  | Калеб Барлоу  |
| 2015 | с  | C.S.I.: Киберпространство | CSI: Cyber                         | Дэнни Мец     |
| 2015 | ф  | Разрушение                | Demolition                         | Крис          |
| 2015 | ф  | На гребне волны           | Point Break                        | Юта           |
| 2016 | с  | Игра в молчанку           | Game of Silence                    | Гил Харрис    |
| 2017 | ф  | Няня                      | The Babysitter                     | Коул          |
| 2017 | ф  | Лето 84                   | Summer of 84                       | Томми Итон    |
| 2018 | ф  | Рождественские хроники    | The Christmas Chronicles           | Тедди         |
| 2019 | ф  | В тихом омуте             | I See You                          | Коннор Харпер |
| 2020 | ф  | Няня. Королева проклятых  | The Babysitter: Killer Queen       | Коул          |
| 2020 | ф  | Рождественские хроники 2  | The Christmas Chronicles: Part Two | Тедди         |
| 2023 | ф  | Подходящая плоть          | Suitable Flesh                     | Эйса Уэйт     |
|      | ф  | Линия жизни               | Lifeline                           | Стивен Томас  |
|      | ф  | Ныряющие                  | The Floaters                       | Джоан         |